# 赫斯特父子日晷 (1812年)
赫斯特父子日晷（1812年）是約翰·赫斯特的姪子在德比製作的，為精密日晷的一個例子，能夠將顯示的視地方平時轉換成地方平時，其準確度可以達到分鐘。現在收藏在英國英格蘭德比博物館與藝術畫廊。

## 製造者
懷特赫斯特家族在德比以傑出的機械製作而著名。約翰·赫斯特（1713–1788）出生在康格頓，但在他進入鐘錶業，成為鐘錶製造商後遷移到德比。 再被任命為度量衡監察員後，他搬到倫敦。他的姪子以赫斯特父子的名字繼續家族的事業，這個家族事業以製造塔鐘而著名。

## 設計
日晷的設計是基於幾何學上對太陽系的理解，特別是太陽造成的影子是如何投射在平面上，在此處是水平的表面。在一年的循環中，每一天的陰影都與前一天不同，並且也與其緯度位置有關。日晷盤顯示的是視地方時，所以經度不具有特別的意義。這意味著正午是太陽在一天中位於天空南方最高點的時刻，但是標準時間的正午是以太陽在另一地點，格林尼治天文台南方天空的最高點。德比在格林尼至西方 1°28'46.2"，所以大約在之後5分52.05秒才到達正午。其它需要考慮的點還有地球繞太陽的移動是略為橢圓的，每一天的長度和平均值都會略有不同，在每年的11月和2月的差值最大，累積可以達到16分鐘。這是另一個需要修正的數值，稱為均時差。在人們將日晷的時間與機械的鐘錶時間比對之前，完全不知道有這種不同。不是忽略這種差異，就是要每天做修正，使它能與自然的週期對應，他們測量平均時間或地方平時。鐵路的時間表要求固定每一天和每一天的中午，因此建立了格林尼治標準時間。當地的米德蘭鐵路在1848年1月開始遵循格林尼治平時。
這個特製的青銅日晷被標記赫斯特父子/德比/1812，被認為是喬治·本森·斯特拉特（發明棉花紡紗機的威廉·斯特拉特年輕的兄弟）
為他在伯帕的家，喬山屋製作的。精確的位置是北緯53°1'49.08"，在格林尼至西邊1°29'26.88"，與德比的北緯52°55'00"，略有不同，差值為6'49"。經度則幾乎完全相同，只有2秒的時間差。

### 晷影器

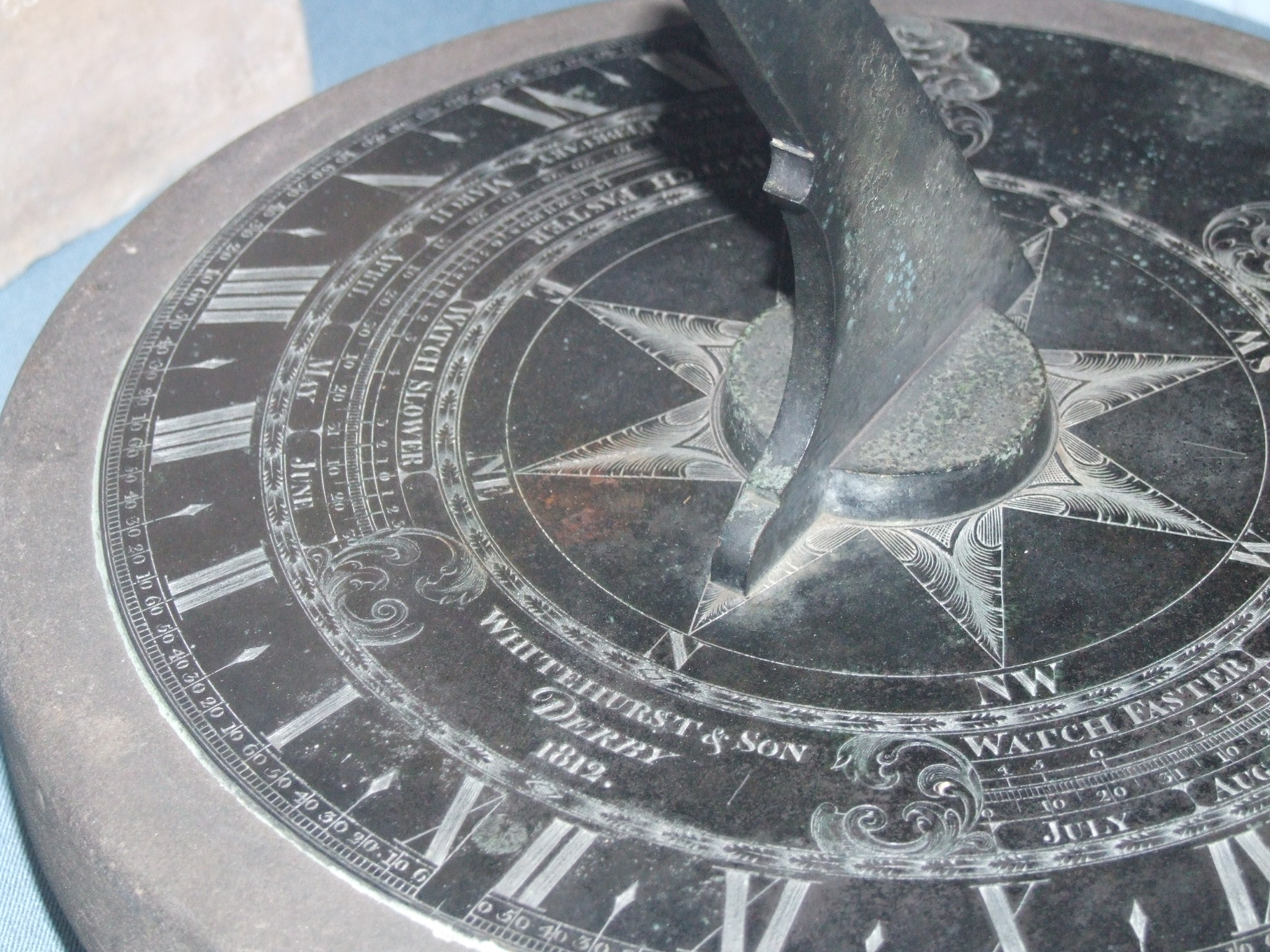

這個日晷製作得很堅實，有著厚實的晷影器，晷影器的一個邊緣是正午之前投影在盤面上的晷針，另一個邊緣是正午之後產生陰影的晷針。晷盤未製作成完整的圓，而被晷影器的厚度分成兩個對稱的半圓。在這個日晷的設計，晷針相對於與盤面的角度很準確地與緯度相同，是53°1'49"，這是橋山屋的緯度。晷盤的平面是理想的水平面，可以輕微的擺動以在一定的程度內調整平面的緯度。晷影器的梁可以向南移動的緯度是0°6'49"，或是1/10度。

### 晷面
在水平日晷（也稱為庭園日晷）接收投影的面是對正於地平面，而不是垂直與晷針的赤道盤面。因此，陰影呈現在盤面上的轉動不是均勻的，時間線之間的間隔需要依據計算。盤面的刻畫要準確，時間線要使用下面的公式來計算：
{\displaystyle \tan \theta =\sin \lambda \tan(15^{\circ }\times t)}
此處的λ是日晷所在地的地理緯度（也是晷針相對於地平面的角度），θ是給定的時間相對於盤面上正午時間線（這條線在晷面上永遠指向真北）的角度，t是在正午之前或之後時間的數值。

#### 計算能力
從1到6的每條時間線，可以用下面的公式來計算。例如，在英格蘭的伯帕，正午後3小時，我們填入地理緯度53.03和時間3；如果計算每個整點的時間線，這將得到如下的結果：
| 1小時 | 12.08 |
| 2小時 | 24.76 |
| 3小時 | 38.62 |
| 4小時 | 54.15 |
| 5小時 | 71.46 |
| 6小時 | 90.00 |
這個日晷的盤面是對稱的，正午以前的時間線和以後的時間線玩全相同，是兩兩對稱的鏡像。同樣的方式也可以計算每半小時或每分鐘的時間線。由於正午的線對正南北線，不是向一側偏移5'又54"，得到的是伯帕的時間，而不是格林尼治時間

#### 均時差

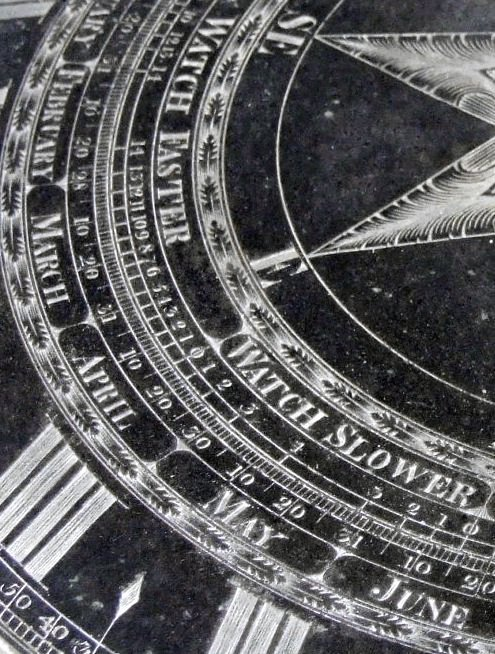
均時差的轉換標尺。

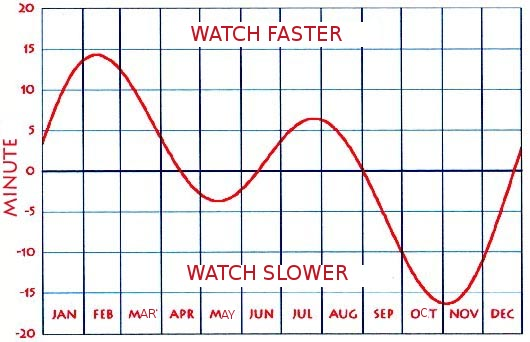
b180px

重要的是，在盤上我們可以看見協助觀測者改正每天均時差的一對標尺。一條標尺給出月分和日期，另一條刻出那一天的鐘錶時間會快或慢幾分鐘，標示的字是"Watch Slower, Watch Faster"；4月15日是不需要轉換的一天。這個日晷可以讀取真太陽時，也可以從太陽時轉換出鐘錶顯示的平太陽時。在實用的目的上，觀測者可以用這個日晷校正懷錶，這種錶在1812年運轉得還不是很正確。到了1820年，鐘錶製造業已經改善了：擒縱器已經變得很普遍，並且不再需要頻繁的校準。

## 其它功效
另一個大約在1800年於德比製作的日晷，在2005年以1850英鎊售出。